# Ospedale Civile SS Giovanni e Paolo (Venezia)

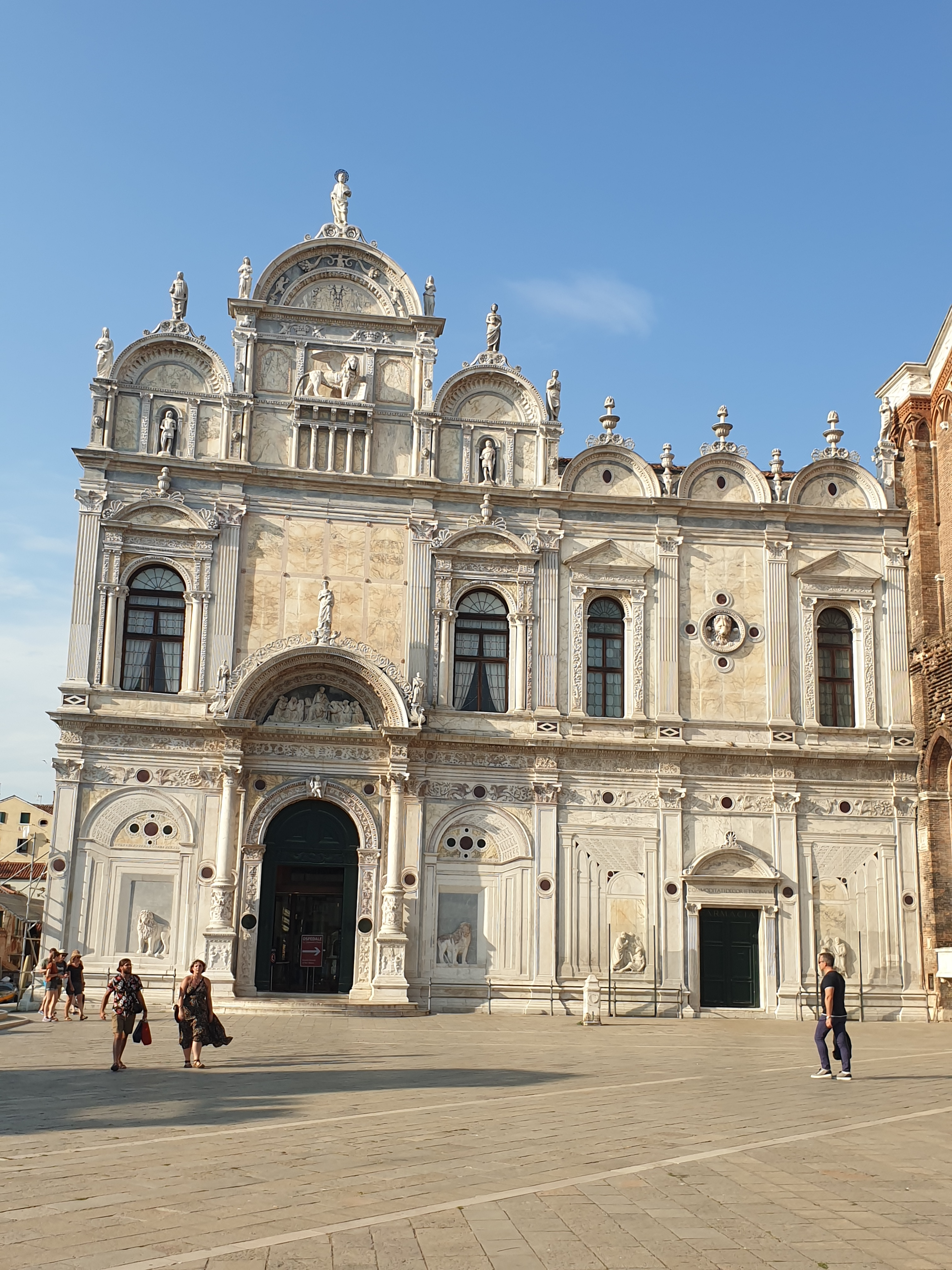
Ingresso principale Ospedale Civile di Venezia

L'ospedale Civile SS Giovanni e Paolo è un istituto ospedaliero pubblico di Venezia.
Si trova nel sestiere di Castello il cui ingresso principale è nella Scuola Grande di San Marco in Campo SS Giovanni e Paolo. L'ospedale è in campo SS Giovanni e Paolo il lato è delimitato dalla Fondamenta dei Mendicanti e dalle Fondamente Nuove

## Storia
L'ospedale Civile SS Giovanni e Paolo nasce sulle ceneri della defunta Scuola Grande di San Marco. Dopo la caduta della Repubblica di Venezia e la conseguente occupazione francese con la chiusura degli ordini religiosi, il complesso della Scuola Grande nel 1807 fu trasformato da Napoleone in un ospedale militare e dopo la sua partenza divenne nel 1819 Ospedale Civile di Venezia che assorbi' varie strutture ospedaliere sparse per la città. Nel 1863 nasce la prima scuola pratica di medicina e chirurgia. Nel 1896 Domenico D'Arman introdusse le prime esperienze di radiodiagnostica in Italia .
Sul Rio dei Mendicanti si affaccia invece l’Ospedale cinquecentesco di San Lazzaro con l’originale chiesa a doppia facciata. Al suo interno troviamo il Museo di storia della medicina, ricchissimo di strumenti medico-chirurgici, con la sua Biblioteca  monumentale dotata di migliaia di opere di tutti gli autori della medicina occidentale, da Ippocrate in poi. Innumerevoli medici di prestigio nazionale e mondiale hanno svolto la loro attività nell'ospedale, tra questi possiamo citare Giuseppe Jona a cui è dedicato un padiglione, il conte Pietro Gradenigo oculista fidato di Gabriele D'Annunzio, Davide Giordano, Francesco Aglietti solo per citarne alcuni.

## Il nome
Il nome Ospedale Civile venne assegnato per evidenziare che non fosse più Ospedale Militare. Successivamente gli fu assegnato il nome SS. Giovanni e Paolo per appartenenza geografica al Campo dove ha l'ingresso principale.

## Reparti
- Direzione Medica
- Direzione Amministrativa dell'ospedale
- Anatomia Patologica
- Anestesia e Rianimazione
- Audiologia e Otoneurologia
- Cardiologia
- Chirurgia Generale
- Chirurgia Maxillo Faciale e odontostomatologia
- Chirurgia Plastica
- Chrirugia Senologica
- Dermatologia
- Ematologia
- Farmacia Ospedaliera
- Fisica Medica
- Gastroenterologia
- Geriatria
- Ipertensione e patologie Endocrino metaboliche e Angiologiche
- Malattie Infettive
- Medicina di Laboratorio
- Medicina Fisica e Riabilitativa
- Medicina Interna
- Medicina Nucleare
- Medicina Transfusionale
- Nefrologia
- Oculistica
- Oncologia Medica
- Ortopedia e traumatologia
- Ostetricia e ginecologia
- Otorinolaringoiatra
- Pediatria
- Pneumologia
- Professioni sanitarie
- Pronto soccorso
- Psichiatria
- Psicologia Ospedaliera
- Radiologia
- Radioterapia
- Reumatologia
- Servizio Terapia Antalgica
- Urologia[4]

### Capienza e struttura
Al suo interno oggi troviamo un’area di cura, con circa 310 posti letto su un complesso ospedaliero di una decina di edifici (alcuni di origine antica, altri moderni) e un’area storica. In tale area troviamo il Museo di storia della medicina (ricchissimo di strumenti medico-chirurgici, con la sua Biblioteca monumentale dotata di migliaia di opere di tutti gli autori della medicina occidentale, da Ippocrate in poi), il Museo di Anatomia Patologica, la Farmacia Storica, la Chiesa Ospedaliera, l’Itinerario dei medici ebrei, le raccolte d’arte e le architetture monumentali della Scuola Grande di San Marco e dell’ex-Convento domenicano.

## Infrastrutture correlate

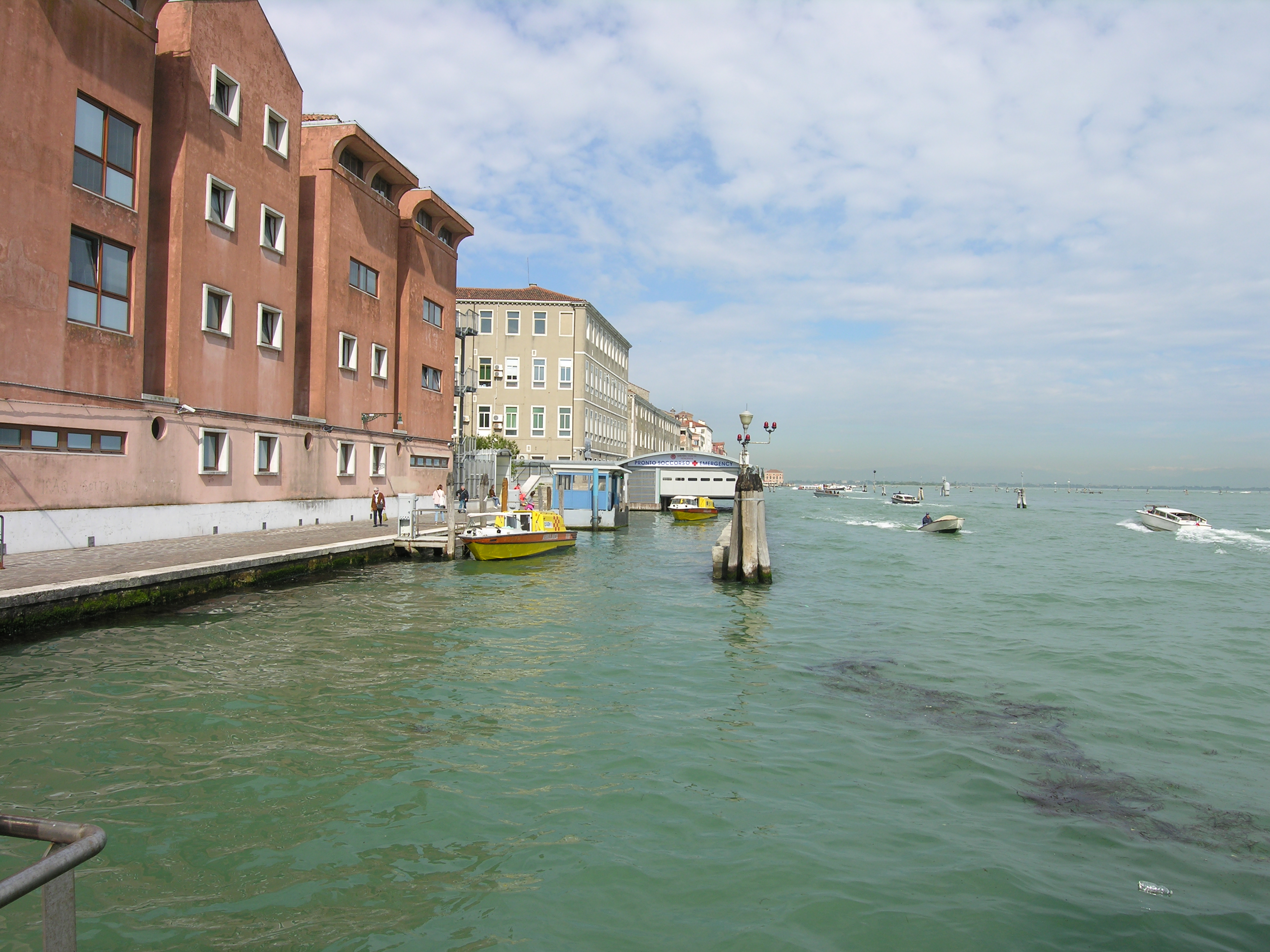
Ingresso dalle Fondamente Nuove e approdo mezzi acquei

L'ospedale è servito via acqua dalle linee 5.1, 5.2 e Alilaguna (linea blu e linea rossa) tramite l'approdo Ospedale che permettono il collegamento con le varie zone dell'area urbana di Venezia.

## Riconoscimenti
1. ↑   [chrome-extension://efaidnbmnnnibpcajpcglclefindmkaj/https://www.scuolagrandesanmarco.it/docs/Pannelli-Espositivi-Mostra-Bicentenario-Ospedale-Civile-Venezia-Scuola-Grande-San-Marco.pdf Dall'Isola di San Lazzaro all'Ospedale Civile di Venezia] (PDF), su efaidnbmnnnibpcajpcglclefindmkaj.
2. ↑   Biblioteca di Storia della Medicina, su biblioteca.scuolagrandesanmarco.it.
3. ↑   L'ospedale civile di Venezia compie 200 anni, su metropolitano.it.
4. ↑   Ulss 3 Veneto Ospedale di Venezia, su aulss3.veneto.it.
5. ↑   Alvise Sperandio, VENEZIA Tre dati su tutti: 9 ospedali, 95 primariati, 2.097 posti letto., in Il Gazzettino, 20 marzo 2019.